# Grewia asiatica
Grewia asiatica även känd som falsa är en malvaväxtart som beskrevs av Carl von Linné. Grewia asiatica ingår i släktet Grewia och familjen malvaväxter. Inga underarter finns listade i Catalogue of Life.

## Bildgalleri

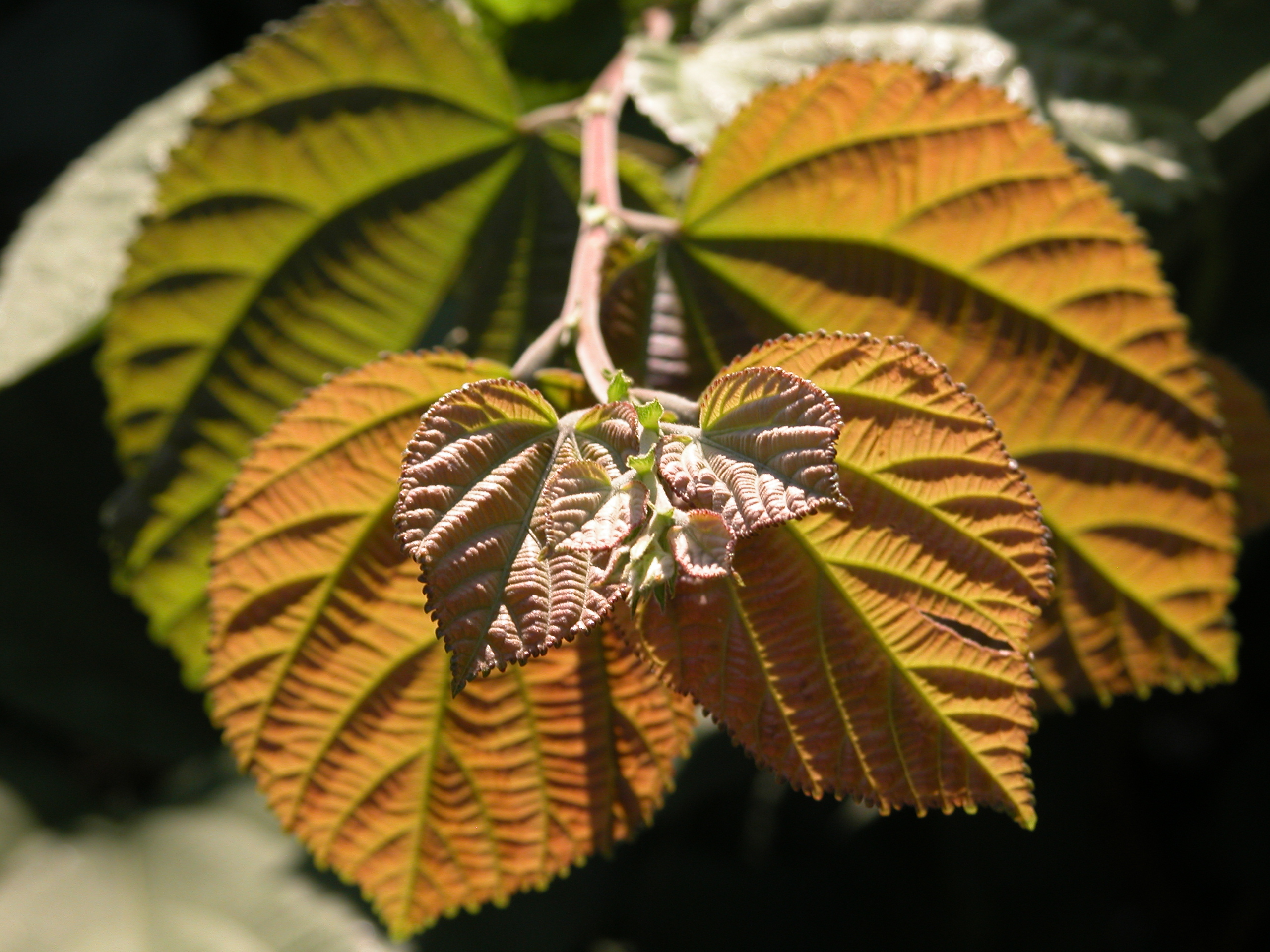
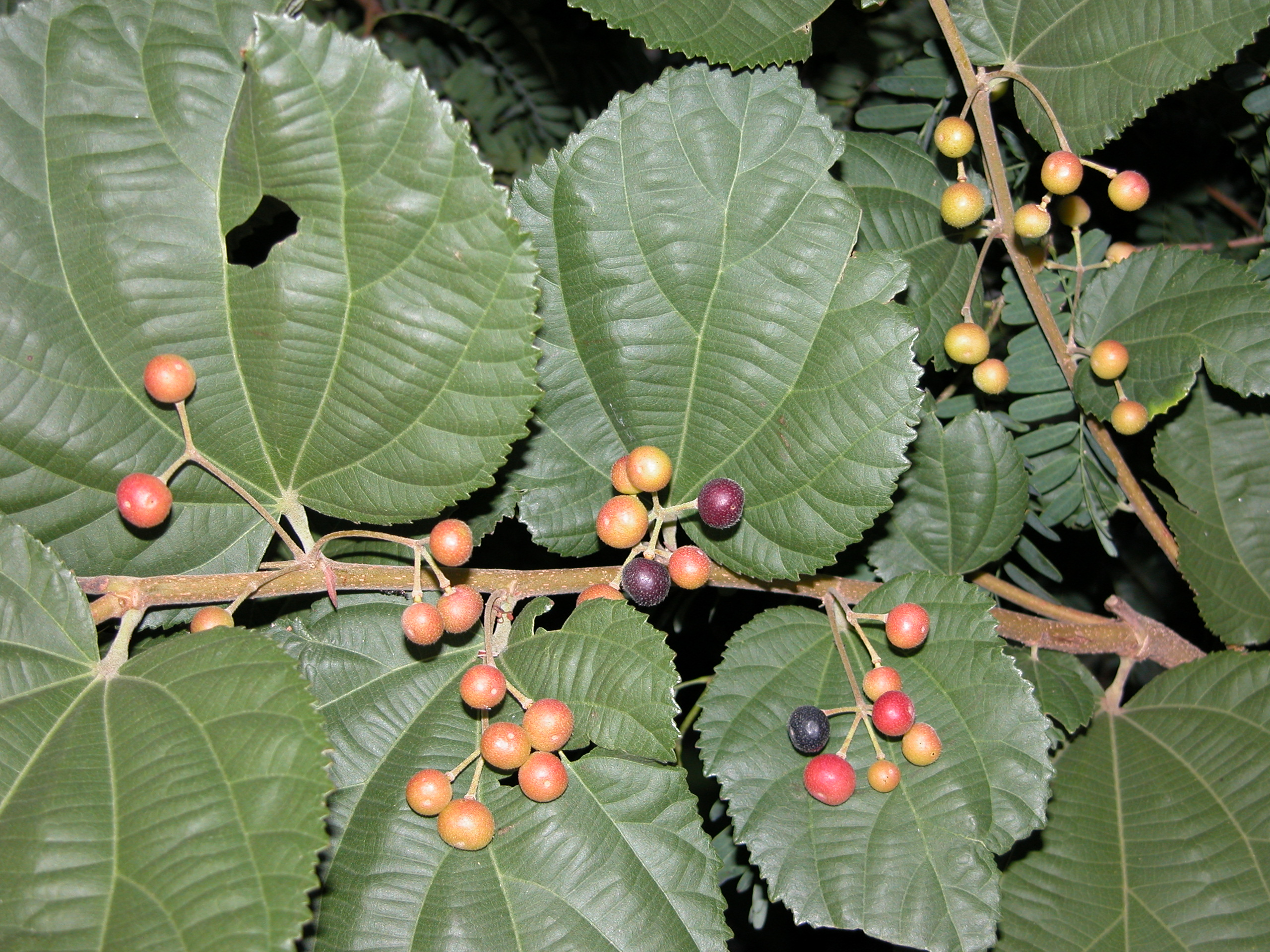
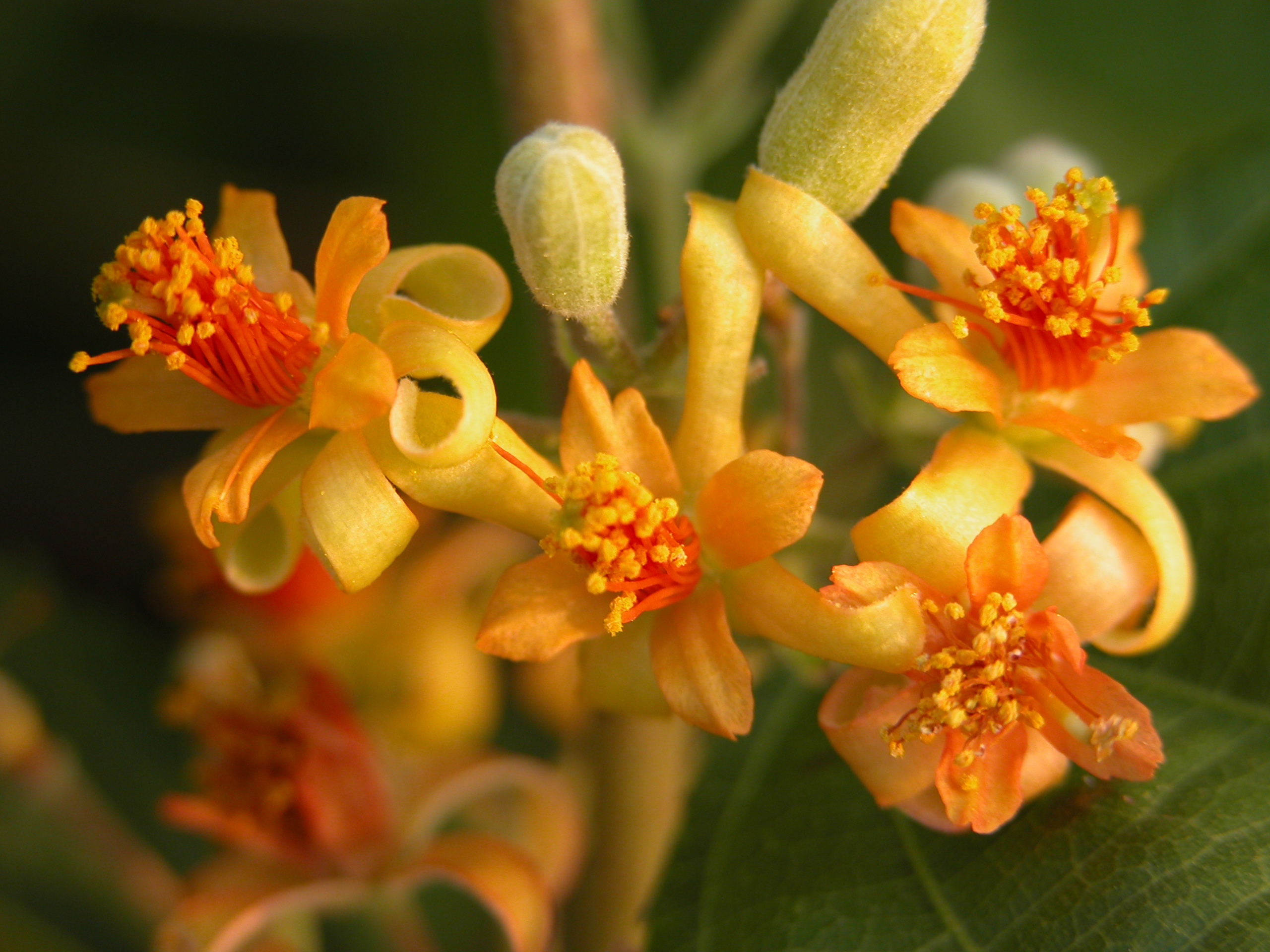
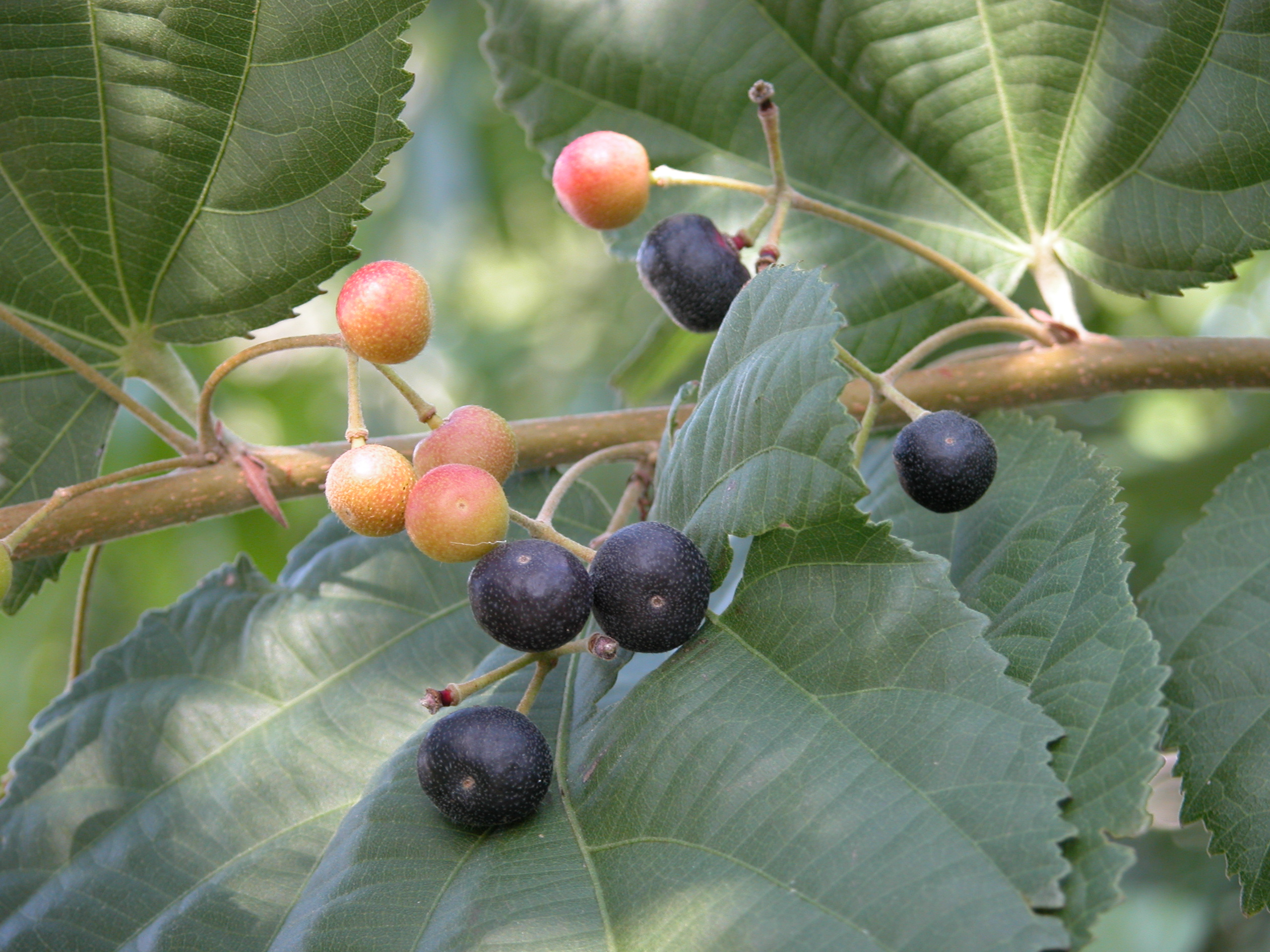
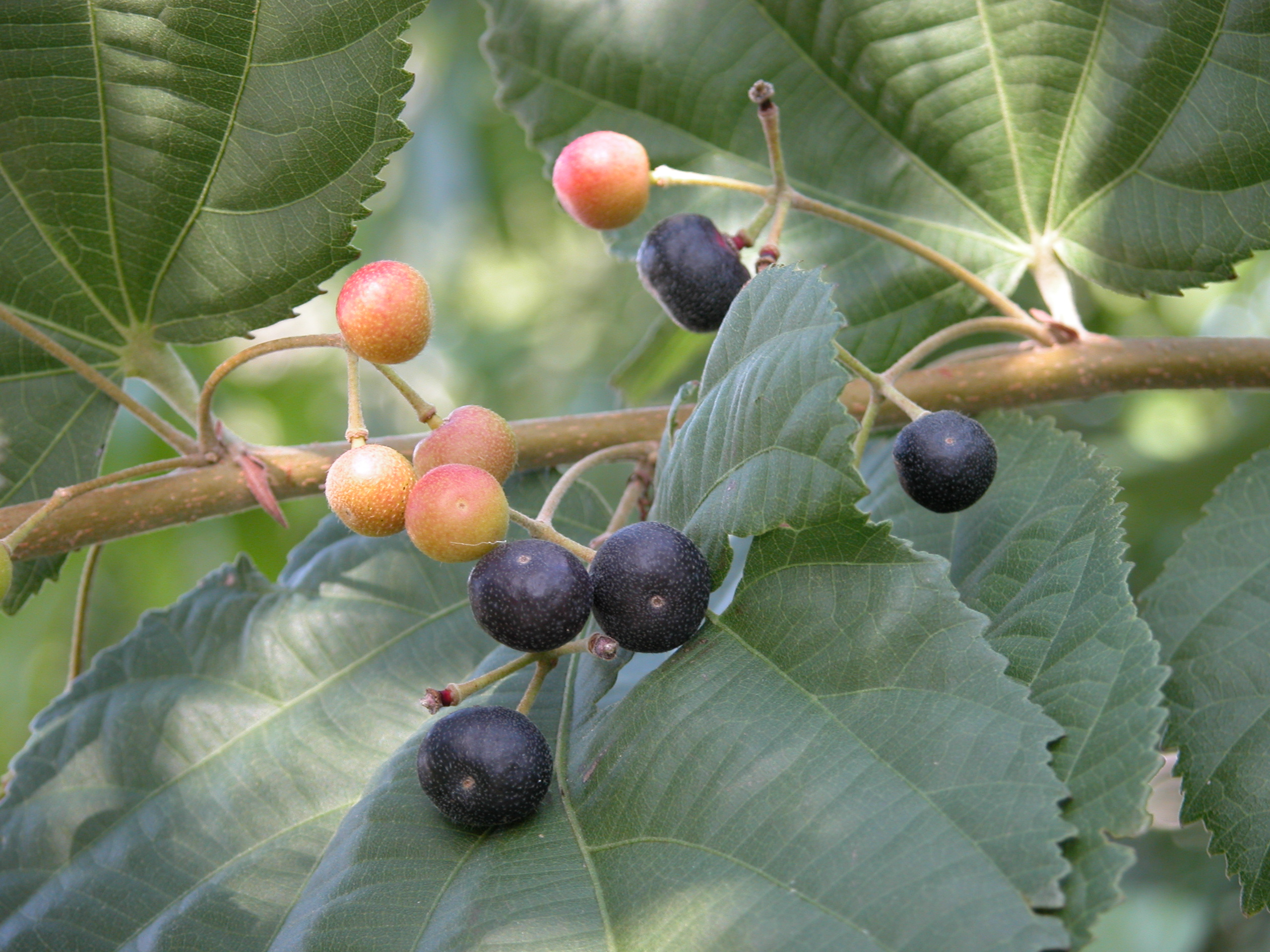
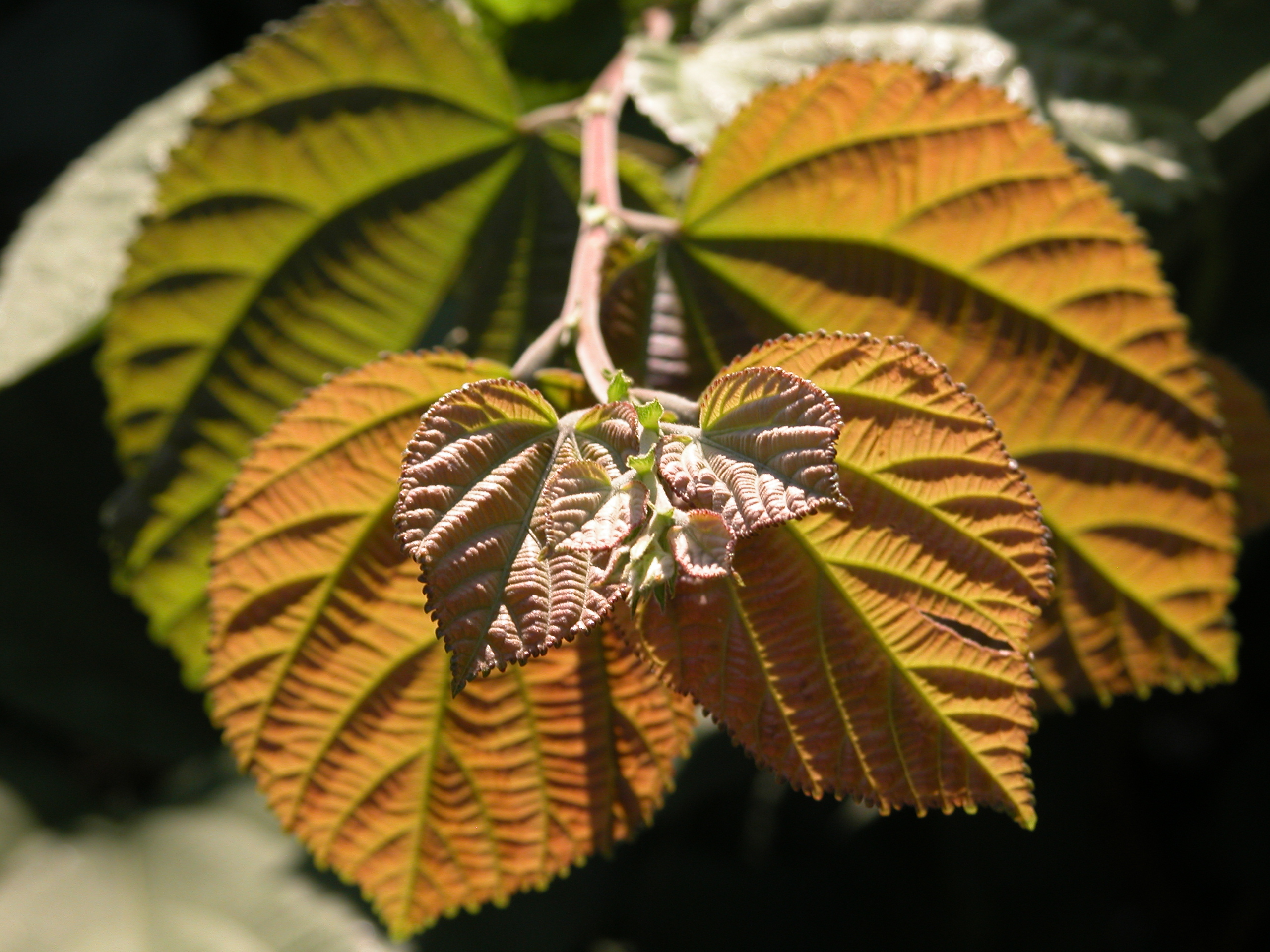